# Jun Suzuki (1961)
Jun Suzuki (鈴木 淳, Suzuki Jun, Miyagi, 17 augustus 1961) is een Japans voormalig voetballer die als middenvelder speelde.

## Clubcarrière
In 1980 ging Suzuki naar de University of Tsukuba, waar hij in het schoolteam voetbalde. Nadat hij in 1984 afstudeerde, ging Suzuki spelen voor Fujita Industries. Hij tekende in 1989 bij Matsushima SC. Hij tekende in 1992 bij Brummell Sendai. Suzuki beëindigde zijn spelersloopbaan in 1996.

## Interlandcarrière
Suzuki speelde met het nationale elftal voor spelers onder de 20 jaar op het WK –20 van 1979 in Japan.

## Trainerscarrière
Vanaf 2004 tot op heden is hij coach geweest bij Montedio Yamagata, Albirex Niigata, Omiya Ardija en JEF United Chiba.